# Time travel tour
Time travel tour fue una gira musical de la banda estadounidense Never Shout Never, realizada para promocionar su tercer álbum de estudio, Time travel. La gira contó con cuarenta y un fechas; treinta y cuatro en Norteamérica y siete en Europa. Comenzó el 22 de septiembre de 2011 en Denver y finalizó el 27 de enero de 2012 en Londres.

## Teloneros
- A Rocket to the Moon
- Carter Hulsey
- Plain White T's
- Fake Problems

## Lista de canciones
Lista de canciones interpretadas por Never Shout Never en la gira:
1. «Time travel»
2. «Awful»
3. «Silver ecstasy»
4. «Simplistic trance - like getaway»
5. «Robot»
6. «Until I die alone»
7. «Complex heart»
8. «Lost at sea»
9. «Harmony»
10. «Lovesick»
11. «Sacrilegious»
12. «Jane Doe»
13. «She's got style»
14. «Sellout»
15. «Love is our weapon»
16. «I just laugh»
17. «Your biggest fan»
18. «On the brightside»
19. «I love you 5»
20. «Coffee and cigarettes»
21. «Can't stand it»
22. «Trouble»
23. «Big city dreams»
24. «The past»

## Fechas de la gira
| Norteamérica             |                    |                |                           |
| 22 de septiembre de 2011 | Denver             | Estados Unidos | The Summit Music Hall     |
| 24 de septiembre de 2011 | Portland           | Estados Unidos | Wonder Ballroom           |
| 25 de septiembre de 2011 | Puyallup           | Estados Unidos | Western Washington Fair   |
| 27 de septiembre de 2011 | San Francisco      | Estados Unidos | Warfield Theatre          |
| 28 de septiembre de 2011 | West Hollywood     | Estados Unidos | House of Blues            |
| 30 de septiembre de 2011 | Anaheim            | Estados Unidos | The Groove of Anaheim     |
| 1 de octubre de 2011     | San Diego          | Estados Unidos | Soma                      |
| 2 de octubre de 2011     | Las Vegas          | Estados Unidos | House of Blues            |
| 4 de octubre de 2011     | Tucson             | Estados Unidos | Rialto Theatre            |
| 6 de octubre de 2011     | Pharr              | Estados Unidos | Pharr Events Center       |
| 7 de octubre de 2011     | San Antonio        | Estados Unidos | The White Rabbit          |
| 8 de octubre de 2011     | Dallas             | Estados Unidos | House of Blues            |
| 9 de octubre de 2011     | Houston            | Estados Unidos | House of Blues            |
| 10 de octubre de 2011    | Nueva Orleans      | Estados Unidos | House of Blues            |
| 12 de octubre de 2011    | Orlando            | Estados Unidos | House of Blues Orlando    |
| 13 de octubre de 2011    | Atlanta            | Estados Unidos | The Tabernacle            |
| 15 de octubre de 2011    | North Myrtle Beach | Estados Unidos | House of Blues            |
| 16 de octubre de 2011    | Charlotte          | Estados Unidos | Amos' Southend Music Hall |
| 18 de octubre de 2011    | Norfolk            | Estados Unidos | The NorVa                 |
| 19 de octubre de 2011    | Filadelfia         | Estados Unidos | Electric Factory          |
| 20 de octubre de 2011    | Silver Spring      | Estados Unidos | The Fillmore              |
| 21 de octubre de 2011    | Nueva York         | Estados Unidos | Terminal 5                |
| 22 de octubre de 2011    | Sayreville         | Estados Unidos | Starland Ballroom         |
| 23 de octubre de 2011    | Rochester          | Estados Unidos | Water Street Music Hall   |
| 25 de octubre de 2011    | Boston             | Estados Unidos | House of Blues            |
| 27 de octubre de 2011    | Toronto            | Canadá         | Kool Haus                 |
| 28 de octubre de 2011    | Columbus           | Estados Unidos | New Port Music Hall       |
| 29 de octubre de 2011    | Cincinnati         | Estados Unidos | Bogart's                  |
| 30 de octubre de 2011    | Indianápolis       | Estados Unidos | Egyptian Room             |
| 1 de noviembre de 2011   | Royal Oak          | Estados Unidos | Royal Oak Music Theatre   |
| 2 de noviembre de 2011   | Cleveland          | Estados Unidos | House of Blues Cleveland  |
| 4 de noviembre de 2011   | Grand Rapids       | Estados Unidos | Orbit Room                |
| 5 de noviembre de 2011   | Chicago            | Estados Unidos | Riviera Theatre           |
| 6 de noviembre de 2011   | San Luis           | Estados Unidos | The Pageant               |
| Europa                   |                    |                |                           |
| 20 de enero de 2012      | Birmingham         | Reino Unido    | O2 Academy                |
| 21 de enero de 2012      | Glasgow            | Reino Unido    | QMU                       |
| 22 de enero de 2012      | Manchester         | Reino Unido    | Academy                   |
| 23 de enero de 2012      | Belfast            | Reino Unido    | Limelight                 |
| 24 de enero de 2012      | Dublín             | Irlanda        | Academy                   |
| 25 de enero de 2012      | Leeds              | Reino Unido    | Metropolitan University   |
| 27 de enero de 2012      | Londres            | Reino Unido    | O2 Shepherd's Bush Empire |